# Ulbølle
Ulbølle is een plaats in de Deense regio Zuid-Denemarken, gemeente Svendborg. De plaats telt 641 inwoners (2008). Het dorp heeft een korenmolen uit 1863.

## Station

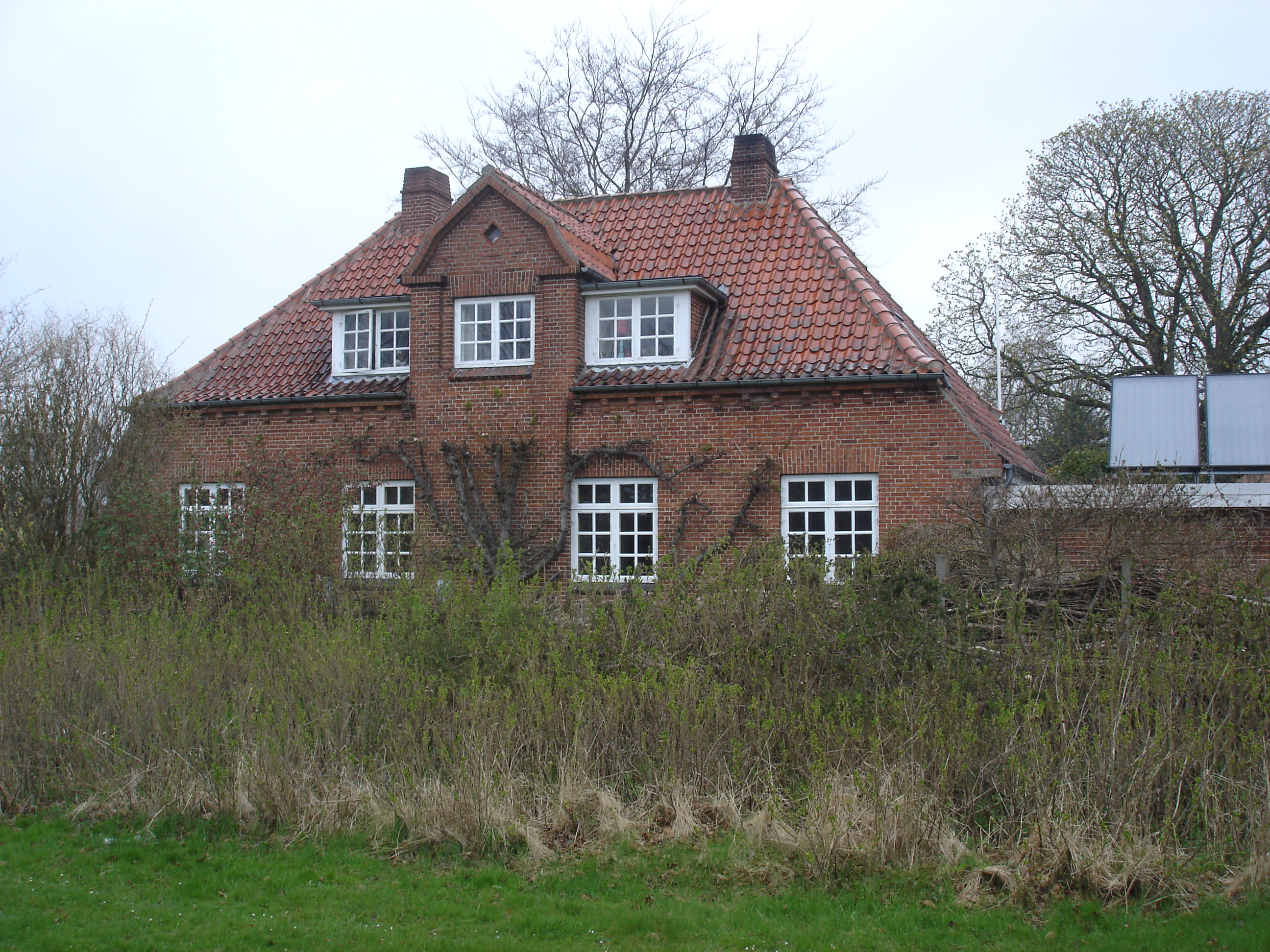
Voormalig station

Het dorp ligt aan de voormalige spoorlijn Svendborg - Faaborg. De spoorlijn sloot in 1954. Het stationsgebouw is nog steeds aanwezig.